# Умифеновир
Умифеновир (МНН — Umifenovirum, umifenovir) — российское лекарственное средство без научных доказательств эффективности, продаваемое, по заявлению производителя, как противовирусный препарат.
Ранее назывался «Арбидол» (производное от слов «карбэтокси» и «броминдол»). Ныне продаётся под названиями «Арбидол», «Арпефлю», «Афлюдол», «Умифеновир», «Мисуфер» 
Умифеновир (арбидол) включён Правительством РФ в перечень жизненно необходимых и важнейших лекарственных препаратов с 2010 года как иммуностимулятор, в 2011 году переклассифицирован как противовирусный препарат.

## История и авторы
Препарат был разработан в московском Всесоюзном научно-исследовательском химико-фармацевтическом институте им. Серго Орджоникидзе (ныне ОАО «ЦХЛС-ВНИХФИ») и в обнинском НИИ медицинской радиологии АМН СССР (ныне Медицинский радиологический научный центр РАМН). В 1974 году создатели препарата получили авторское свидетельство № 1685933, в котором химическое соединение «Хлоргидрат 1-метил-2-фенилтиометил-3-карбэтокси-4-диметиламинометил-5-окси-6-броминдола» было ими названо «арбидол». В авторском свидетельстве указаны шесть авторов препарата: Алексей Николаевич Гринёв, Федор Александрович Трофимов, Нина Гавриловна Цышкова, Григорий Николаевич Першин, Надежда Сергеевна Богданова, Ирина Сергеевна Николаева.
В 2006 году американская компания «GoodEarthMedicine» обращалась в FDA за разрешением на использование «Арбидола» (умифеновира) на территории США в экстренных случаях в связи с эпидемией птичьего гриппа H5N1. Вплоть до 2019 года препарат не получил разрешение FDA (эта организация рекомендует для лечения гриппа только три препарата: Rapivab (peramivir), Relenza (zanamivir), Tamiflu (oseltamivir phosphate).
В начале 2011 года препарат появился в публикуемом ВОЗ списке международных непатентованных наименований фармацевтических веществ как «умифеновир» (англ. Umifenovirum, Umifenovir).
В конце 2013 года умифеновир был включен ВОЗ в группу противовирусных препаратов прямого действия в международном классификаторе лекарственных средств АТХ.

## Безопасность и эффективность
С 1974 года было проведено всего лишь одно качественное исследование эффективности, которое было прервано по оставшейся неизвестной (неопубликованной) причине, что свидетельствует не в пользу препарата. По неполным опубликованным данным, умифеновир имеет слабый лечебный эффект, при этом имеет существенные побочные эффекты, и его применение не имеет практического смысла.
Большинство исследований по Арбидолу опубликованы на русском языке, что затрудняет анализ их качества международным сообществом из-за языкового барьера.
После регистрации умифеновира его эффективность и безопасность была изучена в нескольких клинических исследованиях, большинство — в России, не все они соответствовали критериям качества. В исследованиях особенно плохо выполнена регистрация побочных эффектов, они упомянуты всего в двух публикациях. Побочные эффекты чаще всего не выявлялись ни в основной, ни в контрольной группах, и при этом авторы сообщали о хорошей переносимости и безопасности препарата. До получения более полных данных о безопасности применять умифеновир следует с осторожностью.
То, что умифеновир включен ВОЗ в АТХ, не означает признание эффективности препарата (об этом говорится и в комментариях экспертов ВОЗ).
В обзорной работе 2008 года русско-франко-американская группа исследователей сообщает о сильной противовирусной активности арбидола (умифеновира) в широком диапазоне вирусов, однако Всемирная организация здравоохранения, отметив сообщение авторов о некоторой эффективности и безопасности препарата, обращает внимание на отсутствие в статье данных о соответствии рассматриваемых клинических испытаний 1993—2004 годов современным требованиям доказательной медицины и рекомендует относиться к выводам статьи «с осторожностью».
Наличие противовирусной активности у препарата (которую следует еще доказать) вовсе не является синонимом его эффективности в лечении и профилактике гриппа и ОРВИ.
На 2012 год семь исследований эффективности арбидола, проводившиеся институтом, разработавшим препарат в СССР, всё ещё были засекречены. Павел Воробьёв, будучи заместителем председателя Формулярного комитета РАМН, получил доступ к результатам трёх из них и увидел, что «исследования эти очень низкого качества и уж явно они не доказательны в области эффективности», после озвучивания этого вывода производитель отказал группе РАМН в сотрудничестве в сфере оценки эффективности препарата.
В опубликованной в 2014 году обзорной работе исследователи отметили, что, несмотря на двадцатилетнюю историю применения в России и восьмилетнюю в Китае, данные по умифеновиру до сих пор «противоречивы» (нет достоверных доказательств его эффективности). При этом разные исследователи из России сообщали о его эффективности на модельных животных и культурах ткани (о воздействии умифеновира на вирусы в организме человека нет данных).

### Клинические исследования
По неизвестным причинам производитель за прошедшие с создания препарата десятки лет не проводил качественных исследований умифеновира с целью доказать его эффективность.
Многие клинические исследования IV фазы по умифеновиру (Арбидолу) спонсированы «Фармстандартом» («Мастерлеком»).
Клинические испытания препарата при заболеваниях человека проводились только в СНГ, в Китайской Народной Республике и в России.
В 2012 году началось рандомизированное плацебо-контролируемое двойное слепое клиническое исследование «АРБИТР», спонсируемое производителем Арбидола компанией «Фармстандарт». Исследование зарегистрировано в Минздраве в 2011 году под номером РКИ № 375, его предполагалось проводить в 38 российских медицинских организациях и предполагалось участие 840 испытуемых.
В действительности к сентябрю 2014 года в нём участвовали 15 исследовательских центров и 448 пациентов.
В рекламных материалах подчёркивается, что это первое российское исследование, зарегистрированное в международной базе клинических исследований ClinicalTrials.gov (в действительности — американской, эту БД ведёт U. S. National Library of Medicine).
В 2019 году были опубликованы финальные результаты. 181 пациент с ОРВИ или гриппом из 359 получал умифеновир (Арбидол) в течение 36 часов с первых симптомов заболевания, оставшиеся (контрольная группа) получали плацебо. Число случаев полного выздоровления через 4 суток составило 98 пациентов (54,1 %) из терапевтической группы и 77 (43,3 %) из контрольной. Продолжительность интоксикации также была снижена в группе умифеновира (77 часов против 88 часов). Частота осложнений в группе умифеновира составила 3,8 %, в группе плацебо — 5,62 %. Побочных эффектов, связанных с умифеновиром, по данным авторов, выявлено не было. Авторы делают вывод о подтвержденной безопасности и эффективности умифеновира, особенно выраженных в острой стадии, и выражающихся в сокращении времени до исчезновения симптомов заболевания и уменьшения их выраженности.
У профессиональных врачей есть вопросы к методике проведения исследования «АРБИТР». В частности, выборка из общего числа испытуемых пациентов с неизвестным критерием отбора мала, у большинства этих пациентов грипп не подтверждён и мог быть другим ОРВИ. Кроме того, большинство авторов — сотрудники «Фармстандарта», что позволяет сомневаться в их непредвзятости при анализе результатов исследования.
Исследование было прервано по неизвестной причине, окончательные его результаты не опубликованы, а из известных предварительных результатов видно, что препарат не имеет клинически значимой эффективности — обнаруженный положительный эффект слишком мал для практических нужд.

### Другие исследования
В 2011 году российский фармаколог Владимир Петров с соавторами на основе анализа трёх исследований профилактической эффективности 1980-х годов и двух китайских исследований в своей статье сделали вывод о том, что препарат хорошо изучен, и имеет обоснованно высокую степень доказательности применения при ОРВИ и гриппе.
В 2008 году было опубликовано исследование противовирусной активности умифеновира на культуре клеток MDCK (клетки почек кокер-спаниеля). Была выявлена способность препарата подавлять размножение нескольких «диких» штаммов вируса гриппа in vitro в концентрациях от 4,6 до 12 мкг/мл, также исследователи определили, что для формирования резистентности вируса достаточно одной замены нуклеотидного основания в одном из четырёх мест в молекуле РНК. При этом формирование штаммов, устойчивых к таким концентрациям умифеновира, было ниже по сравнению с препаратами римантадин и амантадин, которые в 2010-х признаны неэффективными из-за резистентности «диких» вирусов гриппа к ним.
Проведенное в 2008 году на мышах сравнительное изучение эффективности, проспонсированное производителем Ингавирина, показало сравнительно низкую защитную эффективность Арбидола.
С начала 2010-х годов отдельные работы по умифеновиру («Арбидолу»), рассматривающие его активность in vitro или на модельных животных, были опубликованы исследователями из Франции, Бельгии, Италии, Германии (арбидол не отличается от плацебо).
В декабре 2016 года в онлайн-версии журнала Proceedings of the National Academy of Sciences опубликовано исследование сотрудников Института Скриппса, в котором изучалось связывание молекулы умифеновира с белком гемагглютинином оболочки вирусов гриппа H3N2 и H7N9. По мнению авторов, их работа должна ускорить разработку противовирусных средств.

### Коронавирус SARS-CoV-2
Китайские производители Арбидола утверждали, что их продукция эффективна в ингибировании нового коронавируса SARS-CoV-2, однако клиническое исследование, проведённое в феврале-марте 2020 года в Китае, продемонстрировало отсутствие эффекта умифеновира (Арбидола) при лечении COVID-19.
В декабре 2020 года в Иране было проведено рандомизированное клиническое исследование, в котором первичной конечной точкой была продолжительность госпитализации и клиническое улучшение (отсутствие кашля, одышки, лихорадки) через 7 дней после госпитализации, в котором 100 участников в 1-й день принимали гидроксихлорохин, затем или Арбидол (умифеновир), или Калетру (Лопинавир/Ритонавир). По результатам РКИ время госпитализации в группе Арбидола было меньше, чем в группе Калетры (7.2 дня против 9.6) дней, кроме того через 7 дней госпитализации отличалась сатурация крови кислородом (94 % в группе арбидола против 92 % в группе калетры). При этом время до купирования лихорадки существенно не отличалось. Ограничения исследования — небольшой размер выборки и немногоцентровый дизайн.
В России умифеновир включен во «Временные методические рекомендации Минздрава по профилактике, диагностике и лечению новой коронавирусной инфекции (COVID-19)» от 28 апреля 2020 года в качестве возможного средства для лечения легких форм COVID-19 в комбинации с назальной формой рекомбинантного интерферона альфа. Однако тот же документ сообщает об отсутствии доказательств его эффективности и безопасности, и что препарат находится на стадии клинических испытаний. Однако препарат отсутствует в рекомендациях по лечению COVID-19 Департамента здравоохранения Москвы.

## Физические и химические свойства
Умифеновир плохо растворим в воде.

## Фармакодинамика
В высоких концентрациях умифеновир in vitro показал возможность ингибирования поверхностного вирусного белка гемагглютинина, что может предотвращать проникновение вируса внутрь клетки.

## Фармакокинетика
Умифеновир быстро всасывается и распределяется по органам и тканям. Максимальная концентрация в плазме крови при приёме дозы в 50 мг достигается через 1,2 ч., дозы в 100 мг — через 1,5 часа. При однократном приёме 200 мг она составляет около 0,4 мкг/мл.
Биодоступность препарата составляет около 40% и не зависит от приёма пищи. Метаболизируется в печени.
Период полувыведения (T1/2) равен 17—21 ч. Около 40 % выводится в неизменённом виде, в основном с жёлчью (38,9 %) и в незначительном количестве почками (0,12 %). В течение первых суток выводится 90 % от введённой дозы.
Препарат относится к малотоксичным лекарственным средствам (средняя летальная доза — более 4 г/кг). По информации производителя не оказывает какого-либо отрицательного воздействия на организм человека при пероральном применении в рекомендуемых дозах.

## Дженерики
В 2007 году срок действия патента на арбидол истёк. Таким образом, появилась возможность производить дженерики арбидола, появились препараты «Арпетолид», «Арпефлю», «ОРВИтол НП». В Белоруссии умифеновир производится под маркой «Арпетол», а на Украине — «Иммустат». В Китае гидрохлорид умифеновира производит Nanjing Gemsen International Co., Ltd., Арбидол также производят предприятия китайских компаний SSY Group и CSPC Pharmaceutical Group.

## Применение
Умифеновир под наименованием «Арбидол» разрешён к медицинскому применению в СССР на основании приказа Министерства здравоохранения СССР № 229 от 23 марта 1988 года.
Рекомендуется российскими клиническими рекомендациями Минздрава РФ «Острые респираторные вирусные инфекции (ОРВИ) у взрослых»  и «Грипп у взрослых» для лечения в качестве препарата с прямым противовирусным действиям (уровень доказательности 2С — слабая рекомендация; отдельные РКИ или систематические обзоры без мета-анализа), и для постконтактной и сезонной профилактики  (уровень доказательности 5С — слабая рекомендация; доклинические исследования или мнение экспертов). В то же время указано, что целесообразность назначения противовирусных препаратов при ОРВИ определяется врачом индивидуально для каждого пациента.

### Побочные действия
Тошнота, диарея, сниженный аппетит.

## Критика
На заседании Президиума Формулярного комитета РАМН 16 марта 2007 года была принята резолюция: «Формулярный комитет РАМН, поддерживая необходимость экстренных мер, предпринимаемых Правительством Российской Федерации по нормализации ситуации с лекарственным обеспечением населения страны и, осознавая свою сопричастность проблеме лекарственного обеспечения, предлагает:
1. Немедленно изъять из перечня лекарственных средств, по которому осуществляется лекарственное обеспечение в программе ДЛО, устаревшие препараты с недоказанной эффективностью — …, арбидол, …».

### Документы
- Реестровая запись ФС-000506 : Метилфенилтиометил-диметиламинометил-гидроксиброминдол карбоновой кислоты этиловый эфир // Государственный реестр лекарственных средств. — Министерство здравоохранения Российской Федерации, 2013. — 19 марта.
- Регистрационное удостоверение ЛП-003474 : Афлюдол® // Государственный реестр лекарственных средств. — Министерство здравоохранения Российской Федерации, 2018. — 15 февраля.
- Ханнанов, Т. Ш. Инструкция по медицинскому применению лекарственного препарата Меднат : ЛП-003474-260216 / ООО «Татхимфармпрепараты». — Министерство здравоохранения Российской Федерации, 2016. — 26 февраля. — 3 с.